# V.5
V.5 — п'ятий мікстейп із серії 5 and Better Series американського репера Ллойда Бенкса, виданий для безкоштовного завантаження на сайті ThisIs50.com 28 грудня 2009 р. Світлину, використану для обкладинки, зроблено в Туреччині, автор: Джозеф Пітер. Гост: DJ Whoo Kid.
На DattPiff мікстейп має срібний статус (за критеріями сайту), його безкоштовно завантажили понад 92 тис. разів. У 2012 вийшов сиквел V.6: The Gift.

## Список пісень
| #   | Назва                                   | Тривалість |
| --- | --------------------------------------- | ---------- |
| 1.  | «Intro»                                 | 0:21       |
| 2.  | «My Bad»                                | 1:51       |
| 3.  | «Shitty City Pt2»                       | 3:35       |
| 4.  | «Who's Your Favorite»                   | 3:45       |
| 5.  | «We Remain»                             | 2:52       |
| 6.  | «Better You Know Me»                    | 2:52       |
| 7.  | «I Do»                                  | 3:13       |
| 8.  | «It's Going Down — Lip Service»         | 3:03       |
| 9.  | «Look Ma»                               | 3:17       |
| 10. | «Rather Be Me»                          | 3:34       |
| 11. | «Power Pack»                            | 2:53       |
| 12. | «Only Human»                            | 3:14       |
| 13. | «No Escape» (з участю Tony Yayo)        | 3:58       |
| 14. | «The Get Back — Southside in the House» | 3:47       |
| 15. | «Probably Want Me Down»                 | 2:40       |
| 16. | «Greenday» (з участю Havoc та Cormega)  | 4:09       |
| 17. | «Big Bully»                             | 4:59       |